# Stamhuset Hverringe
Stamhuset Hverringe var et dansk stamhus, oprettet 1. juli 1757 og kgl. konfirmeret 10. juni 1768.
Stamhuset Hverringe blev oprettet af ceremonimester, gehejmeråd, kammerherre Peder Juel, som ejede Hverringe fra 1740, Holbæk Slots Ladegård 1731-52, Eriksholm 1735-52, Åstrup 1735-36, Trudsholm 1735-45, Aggersvold 1753-70, Billeshave 1764-68 samt Einsiedelsborgs gård på torvet i Odense fra 1766 til 1794.
Stamhuset ophørte 1924 med lensafløsningen.